# Glenn Slater
Glenn Slater (Brooklyn, 29 gennaio 1968) è un paroliere e compositore statunitense.
Ha collaborato con Alan Menken ed è stato nominato per il Tony Award, Miglior Colonna Sonora Originale, per La sirenetta e Sister Act.